# Burg Wendelsheim
Die Burg Wendelsheim ist eine abgegangene Burg an der Stelle der Kirche mitten in Wendelsheim, einem heutigen Stadtteil von Rottenburg am Neckar im Landkreis Tübingen in Baden-Württemberg. Besitzer der Burg waren die Grafen von Hohenberg.